# E671号線
E671号線 (E671ごうせん、英: European route E671) はルーマニアにあり、ティミショアラ – サトゥ・マーレを結ぶ、欧州自動車道路のBクラス幹線道路。
- ルーマニア
  - E70号線 – ティミショアラ
  - E68号線 – アラド
  - E60号線,E79号線 – オラデア
  - E81号線 – サトゥ・マーレ